# オースチン・ローバー・グループ
オースチン・ローバー・グループ（Austin Rover Group）は、かつて存在したイギリスの自動車会社である。
前身であるBLカーズ 社は1981年、傘下の事業部を再編、大衆車部門を担当する会社として組織されたのがオースチン・ローバー・グループであった。1986年、親会社BLカーズ社はローバー・グループへと社名変更したが、傘下事業会社としてのオースチン・ローバー・グループも、1988年まで存続した。

## 歴史

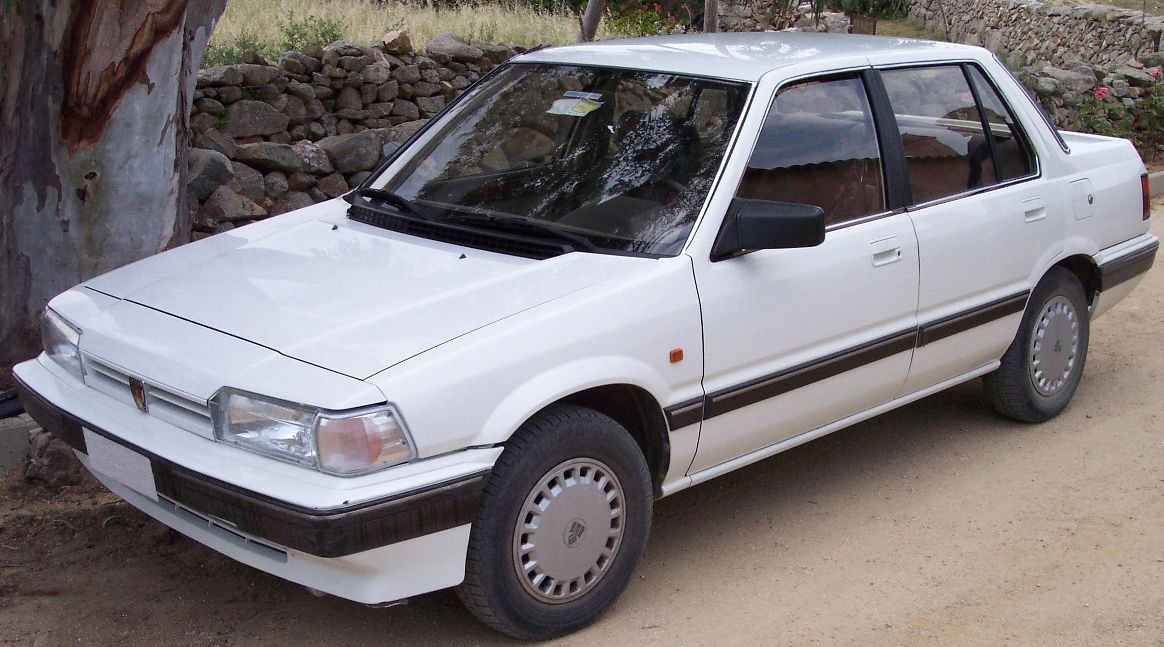
Rover 213SE

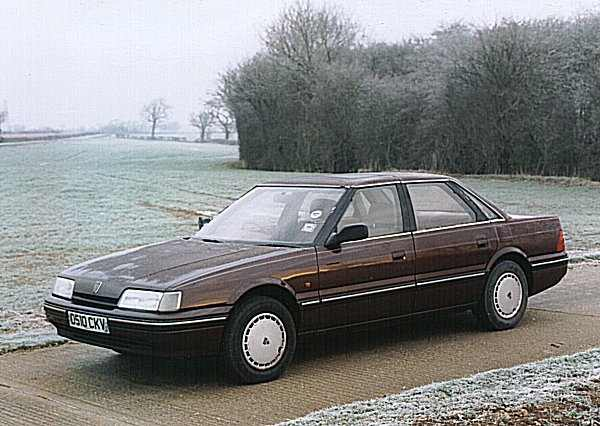
1986 Rover 820Si

1975年、事実上経営破綻していた自動車会社・ブリティッシュ・レイランド社は、英国政府による公的報告であるライダー・レポート (Ryder Report) に則って、半国有化され、名称も「British Leyland Mortor Corporation Ltd. (BLMC)」（1978年、「BL Ltd.」に改称）社に改称された。
しかし、複雑に入り組んだ産業界の構造問題は混迷を極め1970年代後半まで拡大していく。旧オースチン社時代からの主力工場・ロングブリッジ工場労働組合の代表であったデレク・ロビンソン（Derek Robinson 1932-2014、英国メディアは「レッド・ロッボ」とあだ名をつけていた）は、役員以上にBLの支配権を握っていた。BLに集合した各工場毎にあった労働組合の代表者はデレク・ロビンソンに従っていたからである。しびれを切らした当時の英国労働党首脳部は企業問題収拾で名を馳せていた南アフリカ生まれのマイケル・エドワーズ (Michael Edwardes) に経営を一任した。
エドワードの最初の仕事は過大な労働組合の力をそぎ落とすことだった。ロビンソンが共産党員グループとコネクションがあることを探り出し、充分な裏づけをとったのち、彼の行動はBLと英国経済に多大な損害をもたらすことになると告発。1979年にロビンソンは解雇となる。次にエドワードがおこなったのは、工場の閉鎖・売却だった。これによる最大の犠牲者はアビンドン (Abingdon) にあったMGの組立工場、およびスピーク (Speke) とカンリー (Canley) にあったトライアンフの工場である。そして三番目に日本のホンダとの合弁事業を開始。そして最後にBLのディーラー数を劇的に削減したのだった。
1986年、親会社のBLが社名をローバー・グループ (Rover Group) に変え、続いてトラック・バス事業を売却。残ったローバー・グループはすべて1988年にブリティッシュ・エアロスペース (BAe) に売却され、社名は「ROVER Cars」に変更、「オースチン・ローバー・グループ」は名実ともに消滅した。

## オースチン・ローバー・グループ年表
- 1981 BL傘下企業「BLカーズ・リミテッド (BL Cars Ltd)」を「オースチン・ローバー・グループ (Austin Rover Group Ltd)」と社名変更。
- 1982 オースチン・プリンセスを終了しそのマイナーチェンジ・モデルをオースチン・アンバサダーとして発表。
- 1982 マイケル・エドワーズが会長職を辞しハロルド・マスグローブ (Harold Musgrove|) が就く。
- 1983 オースチン・アレグロの後継としてオースチン・マエストロ発売。
- 1984 ホンダ-ARG合弁開発車ローバー・200（初代）発売。トライアンフ・アクレイム 、モーリス・イタル生産終了。
- 1984 オースチン・モンテゴ発売。
- 1986 ホンダ-ARG合弁開発車ローバー・800発売。ローバー・SD1生産終了。
- 1986 BLが社名をRover Group PLCに変更。
- 1987 ARGのスペア・パーツ・ブランドUnipartがマネジメント・バイアウト (MBO) で売却される。
- 1987 メトロ、マエストロ、モンテゴで1988年モデルからオースチン・バッジがなくなる。
- 1988 Rover Group PLC が英国政府からブリティッシュ・エアロスペースに売却される。
- 1989 オースチン・ローバー・グループは名称変更されローバー・グループとなる。